# Julija Bogdanova
Julija Alekseevna Bogdanova (in russo Юлия Алексеевна Вогданова?; Leningrado, 27 aprile 1964) è un'ex nuotatrice sovietica.

## Carriera
Specializzata nella rana, può vantare nel proprio palmarès una medaglia di bronzo olimpica, una d'oro ai mondiali e due ai campionati europei.

## Palmarès
- Giochi olimpici estivi

Mosca 1980: bronzo nei 200m rana.
- Mondiali di nuoto

Berlino 1978: oro nei 100m rana, argento nei 200m rana e bronzo nella 4x100m misti.
- Europei di nuoto

Jönköping 1977: oro nei 100m rana e nei 200m rana.